# Quentin Jakoba
Quentin Jakoba (Tilburg, 19 de dezembro de 1987) é um futebolista profissional curaçauense que atua como defensor.

## Carreira
Quentin Jakoba integrou a Seleção Curaçauense de Futebol na Copa Ouro da CONCACAF de 2017.